# 佛耳丽蚌
佛耳丽蚌（学名：Lamprotula mansuyi）为蚌科丽蚌属的动物，俗名佛耳蚌、白玉蛤。分布于越南以及中国大陆的广西等地，常栖息于水流较急的山涧河流内、水深约10余米以及水底为沙石、卵石或岩石底。